# Jazz from Hell
Albums de Frank Zappa
Does Humor Belong in Music?
(1986) London Symphony Orchestra, Vol. 2
(1987)
Jazz from Hell est un album instrumental de jazz-rock composé par Frank Zappa. Il est publié en novembre
1986 par le label Barking Pumpkin Records (Disque microsillon) puis par Rykodisc (CD).

## Historique
Toutes les compositions sont jouées par Frank Zappa sur Synclavier sauf "St. Etienne", qui est le second solo du titre Drowning Witch (de l'album Ship Arriving Too Late to Save a Drowning Witch), joué le 28 mai 1982 au Palais des Sports de Saint-Étienne.
La première version CD européenne comprenait sur le même disque neuf pistes issues de Frank Zappa Meets the Mothers of Prevention.
Frank Zappa remporta pour cet album un Grammy Award en 1988, dans la catégorie Meilleure Performance instrumentale de rock (Best Rock Instrumental Performance, en anglais).
Une chose assez étonnante est que cet album reçut un sticker Parental Advisory bien que l'album soit entièrement instrumental. Ceci est dû au combat mené par Frank Zappa contre le Parents Music Resource Center (PMRC), qui a instauré ce sticker.

## Titres
Tous les titres sont produits, écrits et arrangés par Frank Zappa.
1. Night School - 4:47
2. The Beltway Bandits - 3:25
3. While You Were Art II - 7:17
4. Jazz from Hell - 2:58
5. G-Spot Tornado - 3:17
6. Damp Ankles - 3:45
7. St. Etienne - 6:26
8. Massaggio Galore - 2:31

## Musiciens
- Frank Zappa - guitare, synclavier
- Steve Vai - guitare rythmique
- Ray White - guitare rythmique
- Tommy Mars - claviers
- Bobby Martin - claviers
- Ed Mann - percussions
- Scott Thunes - guitare basse
- Chad Wackerman - batterie

## Personnels
- Bob Rice - Assistant informatique
- Bob Stone - Ingénieur du son
- Greg Gorman - Photo de la pochette
- Frank Mulvey - Direction artistique
- Frank Zappa - Direction musicale